# M/S Stena Scandinavica
M/S Stena Scandinavica är ett av Stena Lines fartyg på rutten Göteborg–Kiel. Fartyget hette tidigare M/S Stena Britannica och gick på rutten Hoek van Holland–Harwich. Efter ombyggnad på Remontowavarvet i Gdansk, Polen där hon bland annat fick fler passagerarhytter, sattes hon in på rutten Göteborg–Kiel den 19 april 2011. I november 2010, under renoveringarna inför flytten till Göteborg, inträffade en brand ombord.

## Ombord
Ombord finns  en à la carte-restaurang och en bufférestaurang. Man har också fem barer ombord, varav två utomhus på soldäcket och här finns lättare maträtter och drinkar. Livingroom erbjuder även smörgåsar och snacks och där finns det även möjlighet att titta på tv. Vid C-View Lounge så finns det även en scen med musikuppträdanden, underhållning och discon. Det finns även ett café ombord. Ombord finns också spelmaskiner, lekrum, taxfree-shop, informationsdisk, växelautomater, hytter och lounge.
Tidigare fartyg med namnet M/S Stena Scandinavica
| Tid       | Sjösatt                 | År   | Efterföljande namn | Upphuggen som     | Typ    |
| --------- | ----------------------- | ---- | ------------------ | ----------------- | ------ |
| 1973–1978 | M/S Stena Scandinavica  | 1972 | Saint Killian      | Egnatia (2007)    | Ro-pax |
| 1982–1987 | M/S Prinsessan Birgitta | 1974 | M/S Scandinavica   | Prince(ss) (2021) | Ro-pax |
| 1988–2011 | M/S Stena Germanica     | 1983 | M/S Stena Spirit   |                   | Ro-pax |

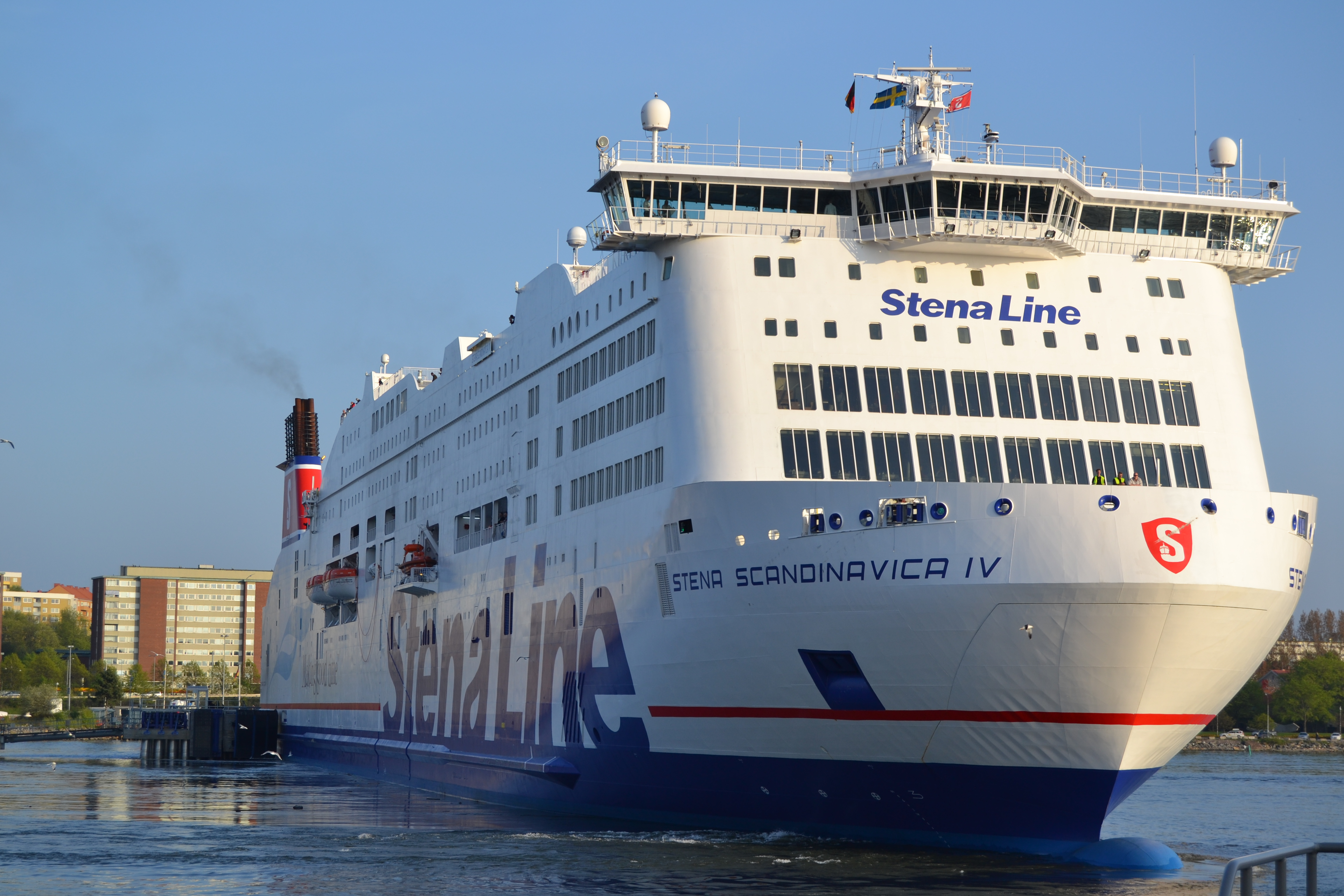
Stena Scandinavica vänder i Göteborg.